# Arnac (Aveyron)
Pour les articles homonymes, voir Arnac (homonymie).
Arnac est une ancienne commune de l'Aveyron. En 1829, elle est rattachée, avec La Besse et La Capelle-Farcel, à Peyrebrune pour former la nouvelle commune de Villefranche-de-Panat.

## Population et société

### Démographie
| 1793 | 1800 | 1806 | 1821 |
| ---- | ---- | ---- | ---- |
| 123  | 110  | adm. | adm. |